# Bosuer
 (juin 2019).
Si vous disposez d'ouvrages ou d'articles de référence ou si vous connaissez des sites web de qualité traitant du thème abordé ici, merci de compléter l'article en donnant les références utiles à sa vérifiabilité et en les liant à la section « Notes et références ».

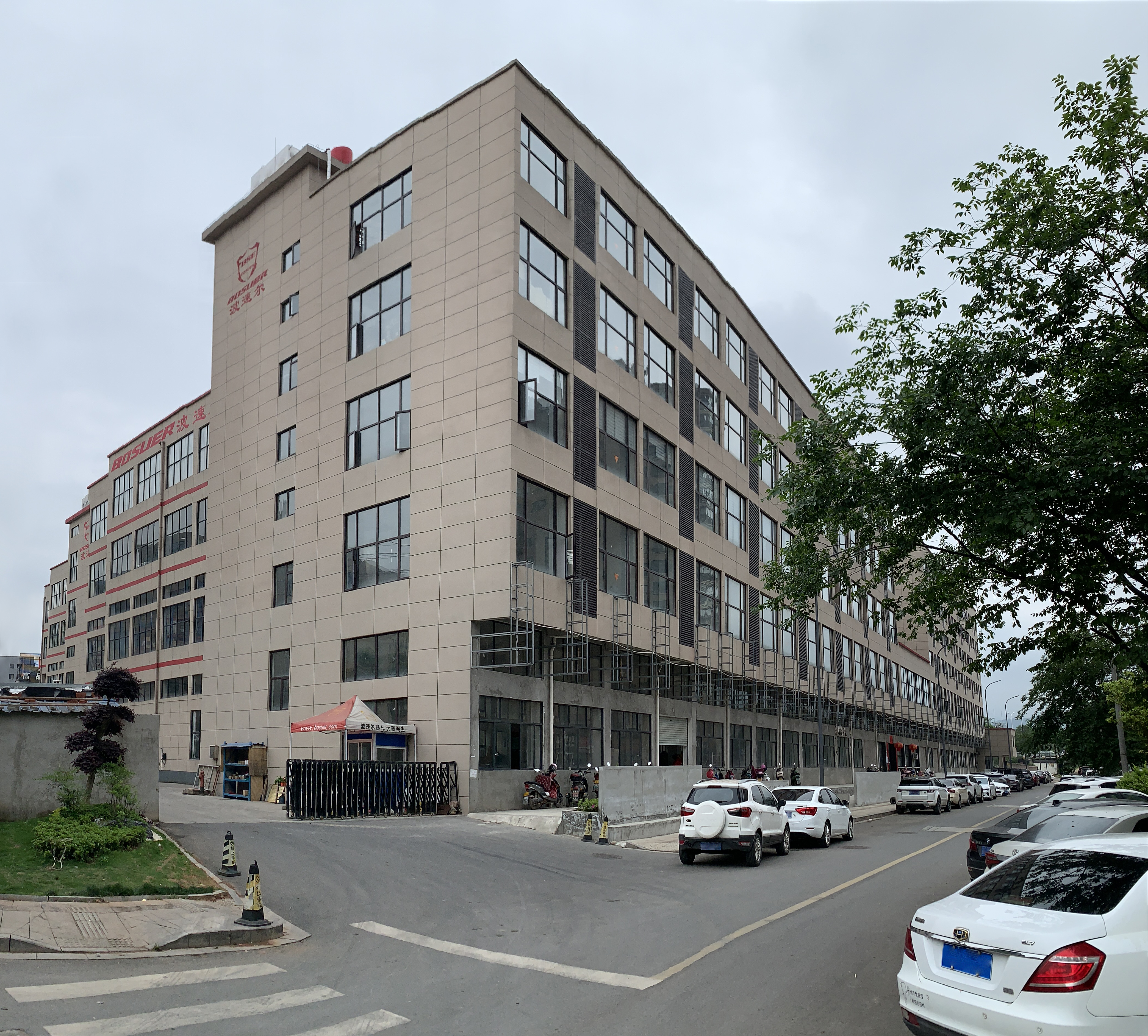
Le siège social à Jinhua.

Bosuer Motorcycle est un constructeur chinois de motos tout-terrain fondé en 2002.
Bosuer est le fabricant original de la PMH8 450, une moto participant au Rallye Dakar 2019.

## Histoire
Bosuer a été créé en 2002. Son siège est dans le Xian de Wuyi, dans la province du Zhejiang.
La marque a commencé avec un 125 cm3, le J3, et a étoffé sa gamme.
Sur le marché européen, Bosuer est connu[réf. nécessaire] pour sa gamme de pit bikes.
Aujourd'hui[Quand ?], la société développe des séries de dirt-bike et de pit bike de 50  à   450 cm3 à moteur thermique. De nouveaux modèles électriques sont en préparation pour une sortie estimée en 2021[réf. souhaitée].
Bosuer a sa propre équipe de moto-cross. Les pilotes participent aux épreuves MX en Chine. Bosuer dispose également d'une équipe de rallye-raid, basée en Europe, participant aux différentes épreuves de rallye dans le monde.
La gestion de production de Bosuer est certifiée ISO 9001, ce qui lui permet de fabriquer des produits aux normes mondiales. Elle a obtenu les certificats CEE et CE pour le marché de l'Union européenne, et ses produits sont fabriqués pour convenir aux normes du marché en Australie et à la norme de l'EPA pour le marché des États-Unis.

## Moteurs
Bosuer est également fournisseur de moteurs, du 50 au 450 cm3, avec refroidissement à air et liquide. D'autres fabricants[Lesquels ?] utilisent ces moteurs pour leur gamme de produit.

## Bosuer Racing

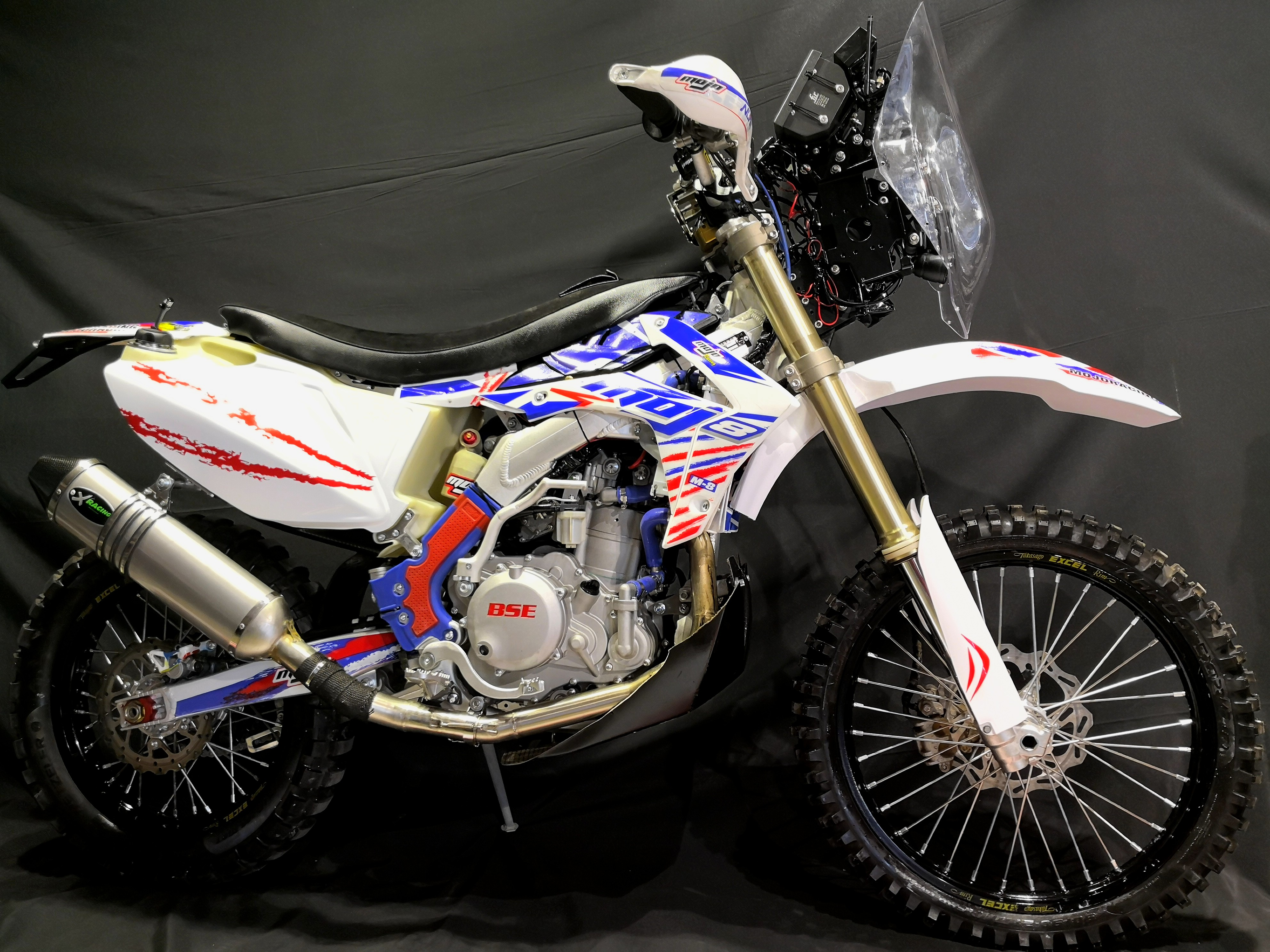
Bosuer 450 Rallye.

Bosuer possède une équipe moto-cross de six pilotes courant le championnat chinois de moto-cross et en Europe une équipe de rallye-raid, ayant participé au Rallye Dakar 2019 et 2020 avec Willy Jobard comme team manager et pilote au guidon d'un prototype de 450 cm3.